# Марковский момент времени
Марковский момент времени (в теории случайных процессов) — это случайная величина, не зависящая от будущего рассматриваемого случайного процесса.

## Дискретный случай
Пусть дана последовательность случайных величин {\displaystyle \{Y_{n}\}_{n\geq 0}}. Тогда случайная величина {\displaystyle \tau } называется марковским моментом (времени), если для любого {\displaystyle n\geq 0} событие {\displaystyle \{\tau \leq n\}} зависит только от случайных величин {\displaystyle Y_{0},\ldots ,Y_{n}}.

### Пример
Пусть {\displaystyle \{Y_{n}\}_{n\geq 0}} — последовательность независимых нормальных случайных величин. Пусть {\displaystyle L\in \mathbb {R} }, и
{\displaystyle \tau =\inf\{n\geq 0\mid Y_{n}\geq L\}}
— момент первого достижения процессом {\displaystyle \{Y_{n}\}} уровня {\displaystyle L}. Тогда {\displaystyle \tau } — марковский момент, ибо {\displaystyle \tau \leq n} тогда и только тогда, когда существует {\displaystyle i\in \mathbb {N} ,\;0\leq i\leq n} такое, что {\displaystyle Y_{i}\geq L}. Таким образом событие {\displaystyle \{\tau \leq n\}} зависит лишь от поведения процесса до момента времени {\displaystyle n}.
Пусть теперь
{\displaystyle \sigma =\sup\{n\geq 0\mid Y_{n}\geq L\}}
— момент последнего достижения процессом {\displaystyle \{Y_{n}\}} уровня {\displaystyle L}. Тогда {\displaystyle \sigma } не является марковским моментом, ибо событие {\displaystyle \{\sigma \leq n\}} предполагает знание поведения процесса в будущем.

## Общий случай
- Пусть дано вероятностное пространство {\displaystyle (\Omega ,{\mathcal {F}},\mathbb {P} )} с фильтрацией {\displaystyle \{{\mathcal {F}}_{t}\}_{t\in T}}, где {\displaystyle T\subset [0,\infty )}. Тогда случайная величина {\displaystyle \tau } принимающая значения в {\displaystyle T\cup \{\infty \}} называется марковским моментом относительно данной фильтрации, если {\displaystyle \{\tau \leq t\}\in {\mathcal {F}}_{t},\quad \forall t\in T}.

- Если дан процесс {\displaystyle \{X_{t}\}_{t\in T}}, и {\displaystyle {\mathcal {F}}_{t}=\sigma (X_{s}\mid s\leq t)} — его естественные σ-алгебры, то говорят, что {\displaystyle \tau } — марковский момент относительно процесса {\displaystyle \{X_{t}\}}.

- Марковский момент называется моментом остановки, если он конечен почти наверное, то есть

{\displaystyle \mathbb {P} (\tau <\infty )=1}.

### Свойства
Если {\displaystyle \tau } и {\displaystyle \sigma } — марковские моменты, то
- {\displaystyle \tau +\sigma } — марковский момент;
- {\displaystyle \tau \wedge \sigma \equiv \min(\tau ,\sigma )} — марковский момент;
- {\displaystyle \tau \vee \sigma \equiv \max(\tau ,\sigma )} — марковский момент.

Замечание: момент остановки может не иметь конечного математического ожидания.

### Пример
Пусть {\displaystyle \{W_{t}\}_{t\geq 0}} — стандартный винеровский процесс. Пусть {\displaystyle \alpha >0}. Определим
{\displaystyle \tau =\inf\{t\geq 0\mid W_{t}\geq \alpha \}}.
Тогда {\displaystyle \tau } — марковский момент, имеющий распределение, задаваемое плотностью вероятности
{\displaystyle f_{\tau }(t)={\frac {\alpha }{\sqrt {2\pi t^{3}}}}e^{-{\frac {\alpha ^{2}}{2t}}},\quad t\geq 0}.
В частности {\displaystyle \tau } — момент остановки. Однако,
{\displaystyle \mathbb {E} \tau =\infty }.